# Alois Beneš
Alois Beneš (27. března 1882 Slaný – 25. srpna 1955) byl český a československý politik a meziválečný poslanec Národního shromáždění za Československou živnostensko-obchodnickou stranu středostavovskou.

## Biografie
Patřil mezi přední činovníky živnostenské strany. V roce 1929 z popudu předsedy strany Josefa Václava Najmana vyvíjel nátlak na Františka Černohlávka, který předtím založil odštěpeneckou stranu pod názvem Československá strana maloživnostníků a obchodníků. Najman totiž Černohlávka žaloval pro urážku na cti a Beneš nyní Černohlávkovi nabízel, že žaloba bude stažena, pokud on nebude v nacházejících parlamentních volbách kandidovat se svou novou stranou a vrátí se k podpoře živnostenské strany. Černohlávek s tím souhlasil, ale slib nakonec nebyl dodržen a soud byl zahájen. Teprve během roku 1930 se podařilo celou věc urovnat.
Profesí byl krejčovským mistrem a působil i jako místopředseda Zemské jednoty krejčí. Bydlel v Praze.
Po parlamentních volbách v roce 1925 se stal poslancem Národního shromáždění. Mandát obhájil v parlamentních volbách v roce 1929 i v parlamentních volbách v roce 1935. Mandát si oficiálně podržel do zrušení parlamentu roku 1939, přičemž krátce předtím ještě v prosinci 1938 přestoupil do nově vzniklé Strany národní jednoty.